# Langsnavelmiersluiper
De langsnavelmiersluiper (Herpsilochmus longirostris) is een zangvogel uit de familie Thamnophilidae (miervogels).

## Verspreiding en leefgebied
Deze soort komt voor op het Braziliaans plateau (van Piauí tot Mato Grosso do Sul) en noordelijk Bolivia.

## Status
De grootte van de populatie is niet gekwantificeerd maar de soort wordt omschreven als vrij algemeen. Op de Rode lijst van de IUCN heeft deze soort de status niet bedreigd.